# Theobald Austermühle
Theobald Austermühle (* 29. Januar 1936) ist ein deutscher Sportwissenschaftler und Hochschullehrer.

## Leben
Austermühle trieb in Großkayna Leichtathletik. Im Alter von 16 Jahren erreichte er im Speerwurf eine DDR-weite B-Jugend-Bestmarke von 49,93 Metern.
Er promovierte 1971 an der Martin-Luther-Universität (MLU) Halle-Wittenberg. Das Thema der Doktorarbeit lautet „Die Volkswehrbestrebungen der Turn-, Schützen-, Wehr- und Arbeitervereine in Deutschland und ihr Einfluss auf die Versuche zur Reformierung des deutschen Turnens (1859-1869)“. Im Jahre 1982 reichte er in Halle seine Promotion B zum Thema „Zur Entwicklung von Körperkultur und Sport in der Lebensweise der Studenten: ein soziologisch-theoretischer Beitrag zur Gestaltung des Bedingungsgefüges im Studentensport der DDR“ ein. Er hatte ab 1992 an der MLU eine Professur für Sportwissenschaft mit den Schwerpunkten Sportsoziologie und Sportgeschichte inne. Von 1973 bis 1989 gehörte er dem Wissenschaftlichen Beirat Studentensport beim Ministerium für Hoch- und Fachschulwesen an. Von 1992 bis 1998 war er Direktor des MLU-Institutes für Sportwissenschaft.
Neben dem Studentensport gehörten auch der Jugendsport, Sport und Sozialbetreuung im Jugendstrafvollzug, der Kampfsport, der Zusammenhang zwischen Leistungsfähigkeit und der Persönlichkeitsentwicklung bei Alters- und Seniorensportlern und sportgeschichtliche Themen zu seinen Forschungsschwerpunkten, darunter der Abenteuertourismus in der DDR, der Breitensport in der DDR, die Geschichte der Sportwissenschaft an der Universität Halle-Wittenberg, „Aktionsfelder des DDR-Sports in der Frühzeit 1945 - 1965“, „Der Sport an der Universität Halle als kultureller Beitrag zur Stadtentwicklung“ und die Entwicklung der Zweikampfsportarten.